# Cyrus Adler
Cyrus Adler (13 setembre 1863 - 7 abril 1940) va ser un educador nord-americà, líder religiós jueu i erudit.

## Biografia
Adler va néixer a Van Buren, Arkansas; graduat de la Universitat de Pennsylvania el 1883 va obtenir un Ph.D. de la Universitat Johns Hopkins el 1887, on va ser professor de llengües semítiques de 1884 a 1893. Va ser contractat per la Smithsonian Institution per a un nombre d'anys, amb un enfocament en l'arqueologia i els semites, servint com bibliotecari de 1892-1905. Va ser fundador de la Junta de Beneficència Jueva (Jewish Welfare Board), i editor de l'Enciclopèdia Jueva (Jewish Encyclopedia), i part del comitè que va traduir la versió feta per la Societat Jueva de Publicacions (Jewish Publication Society) de la Bíblia hebrea, publicada el 1917. Al final de la Primera Guerra Mundial, va participar en la conferència de Pau de París el 1919.
Els seus nombrosos escrits acadèmics inclouen articles sobre religió comparada, assiriologia, i filologia semítica.
Va ser president del Dropsie College for Hebrew and Cognate Learning de 1908 a 1940 i canceller del Seminari Teològic Jueu d'Amèrica. També va ser col·laborador de la Nova Enciclopèdia Internacional. A més, va ser membre fundador del Club Oriental de Filadèlfia.
Adler fou solter gran part de la seva vida, casant-se amb Racie Friedenwald de Baltimore el 1905, quan tenia 42 anys. Van tenir una filla de nom Sarah. A partir de 1911 fins a 1916, Adler va ser Parnas (president) de la Congregació Mikve Israel de Filadèlfia. Va morir a Filadèlfia, i els seus papers van passar al Centre d'Alts Estudis Judaics de la Universitat de Pennsilvània.